# Đông Oregon

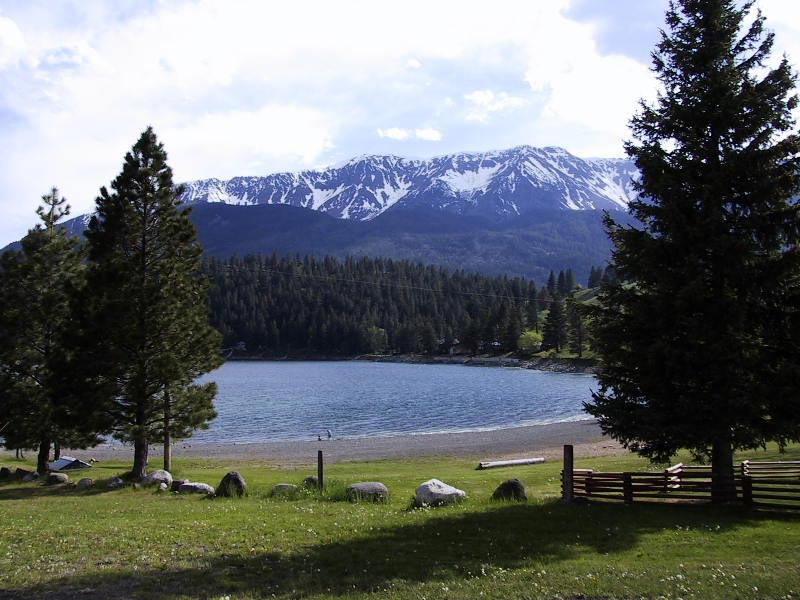
Núi và hồ băng ở Quận Wallowa thu hút du khách đến khu vực.

Đông Oregon là phần phía đông của tiểu bang Oregon của Hoa Kỳ. Nó không phải là một vùng địa lý được công nhận chính thức vì vậy ranh giới của nó biến đổi theo ngữ cảnh. Đôi khi nó được hiểu là bao gồm chỉ 8 quận cận đông nhất trong tiểu bang; theo ngữ cảnh khác thì nó gồm toàn thể khu vực nằm bên phía đông Dãy núi Cascade.

## Địa lý
Theo Hội Du khách Đông Oregon thì Đông Oregon bao gồm chỉ các quận sau đây: Morrow, Umatilla, Union, Wallowa, Grant, Baker, Harney, và Malheur. Có các định nghĩa về vùng này đôi khi hạn chế hơn, có định nghĩa bao gồm 8 quận căn bản nói trên cộng một vài quận giáp ranh, trong khi có các định nghĩa tính cả khu vực phía đông Dãy núi Cascade; điều này có nghĩa là các quận sau đây cũng được tính vào: Sherman, Crook, Deschutes, Gilliam, Jefferson, Klamath, Lake, Wasco và Wheeler.
Bốn trong các trung tâm dân số lớn nhất phía đông Dãy núi Cascade – Bend, Redmond, Klamath Falls, và The Dalles – nằm bên ngoài ranh giới hạn chế. Các trung tâm dân số lớn khác còn có Hermiston, Pendleton, La Grande, Baker City, và Ontario.
Phần cực đông của Oregon trong Thung lũng Sông Snake, bao gồm Ontario, là một phần của Thung lũng Treasure kéo dài về phía đông đến Boise, Idaho; không như phần còn lại của tiểu bang, phần đất này nằm trong Múi giờ Miền núi.

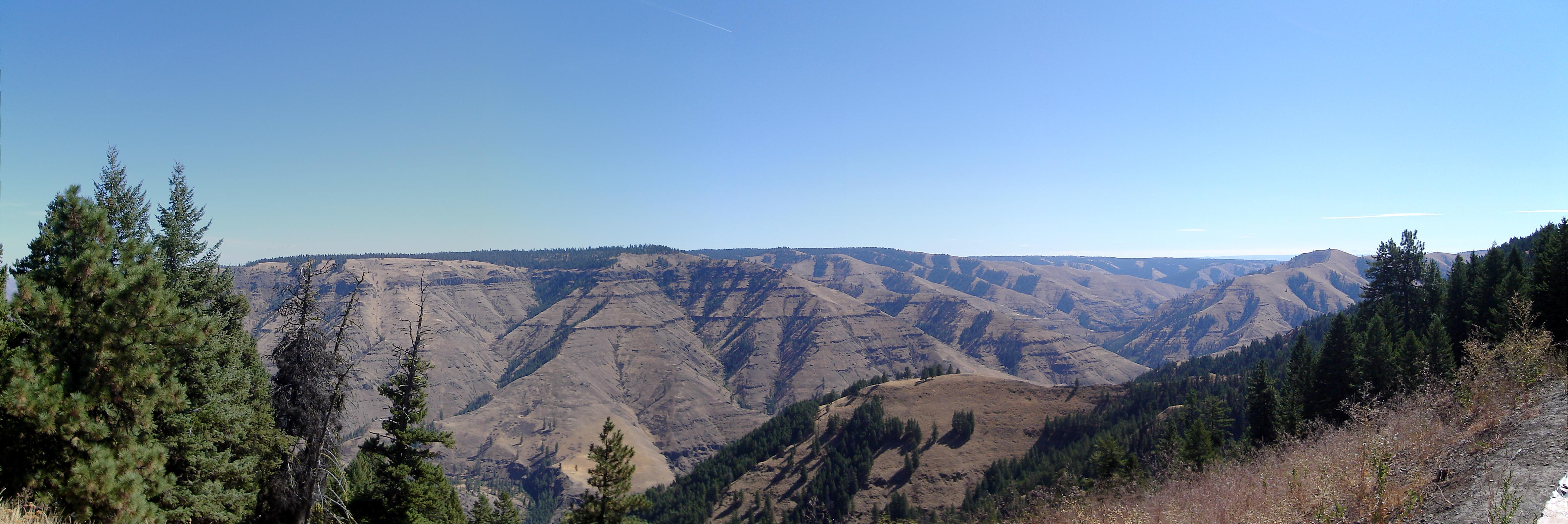
Thung lũng Joseph

| Thành phố     | Dân số (2006) | Quận      |
| ------------- | ------------- | --------- |
| Baker City    | 10.035        | Baker     |
| Bend          | 75.290        | Deschutes |
| Boardman      | 2.855         | Morrow    |
| Burns/Hines   | 4.687         | Harney    |
| The Dalles    | 12.520        | Wasco     |
| Enterprise    | 1.895         | Wallowa   |
| Hermiston     | 15.030        | Umatilla  |
| John Day      | 1.821         | Grant     |
| Klamath Falls | 20.720        | Klamath   |
| La Grande     | 12.549        | Union     |
| Lakeview      | 2.655         | Lake      |
| Madras        | 6.070         | Jefferson |
| Ontario       | 11.245        | Malheur   |
| Pendleton     | 17.310        | Umatilla  |
| Prineville    | 9.990         | Crook     |
| Redmond       | 23.500        | Deschutes |
| Umatilla      | 6.385         | Umatilla  |

## Khí hậu và sinh thái
So sánh với khí hậu mưa ôn hòa Tây Oregon nằm kề cận Thái Bình Dương, khí hậu của Đông Oregon là khí hậu lục địa khô hơn, có nhiều thay đổi về nhiệt độ theo mùa lớn hơn. Không như Thung lũng Willamette, Đông Oregon có một lượng tuyết rơi đáng kể trong mùa đông. Một số nơi của Đông Oregon nhận ít hơn 10 in (250 mm) lượng mưa hàng năm và chúng được xếp loại là sa mạc. Những phần khô nhất là ở đông nam và khu vực gần Redmond. Khí hậu sa mạc này là do một phần bị hiệu ứng án mưa bởi Dãy núi Cascade. Rừng thông và cối phủ 35% Đông Oregon, đặc biệt trong các ngọn núi phía đông Klamath Falls và trong Dãy núi Xanh.

## Kinh tế
Kinh tế của vùng chủ yếu là nông nghiệp. Lâm nghiệp và khai khoáng từng là công nghiệp hàng đầu nay đã giảm tầm quan trọng trong những năm gần đây. Du lịch tìm hiểu lịch sử đang trên đà gia tăng. Vùng trồng lúa mì của Đông Oregon gồm có phần đông bắc Oregon trong Cao nguyên Columbia. Hoạt động nông nghiệp phía nam của khu vực trồng lúa mì chỉ hạn chế cho chăn nuôi gia súc, trừ nơi có nước tưới tiêu. Những khu vực có nước tưới tiêu thường được sử dụng để sản xuất cỏ linh lăng.

## Hình ảnh

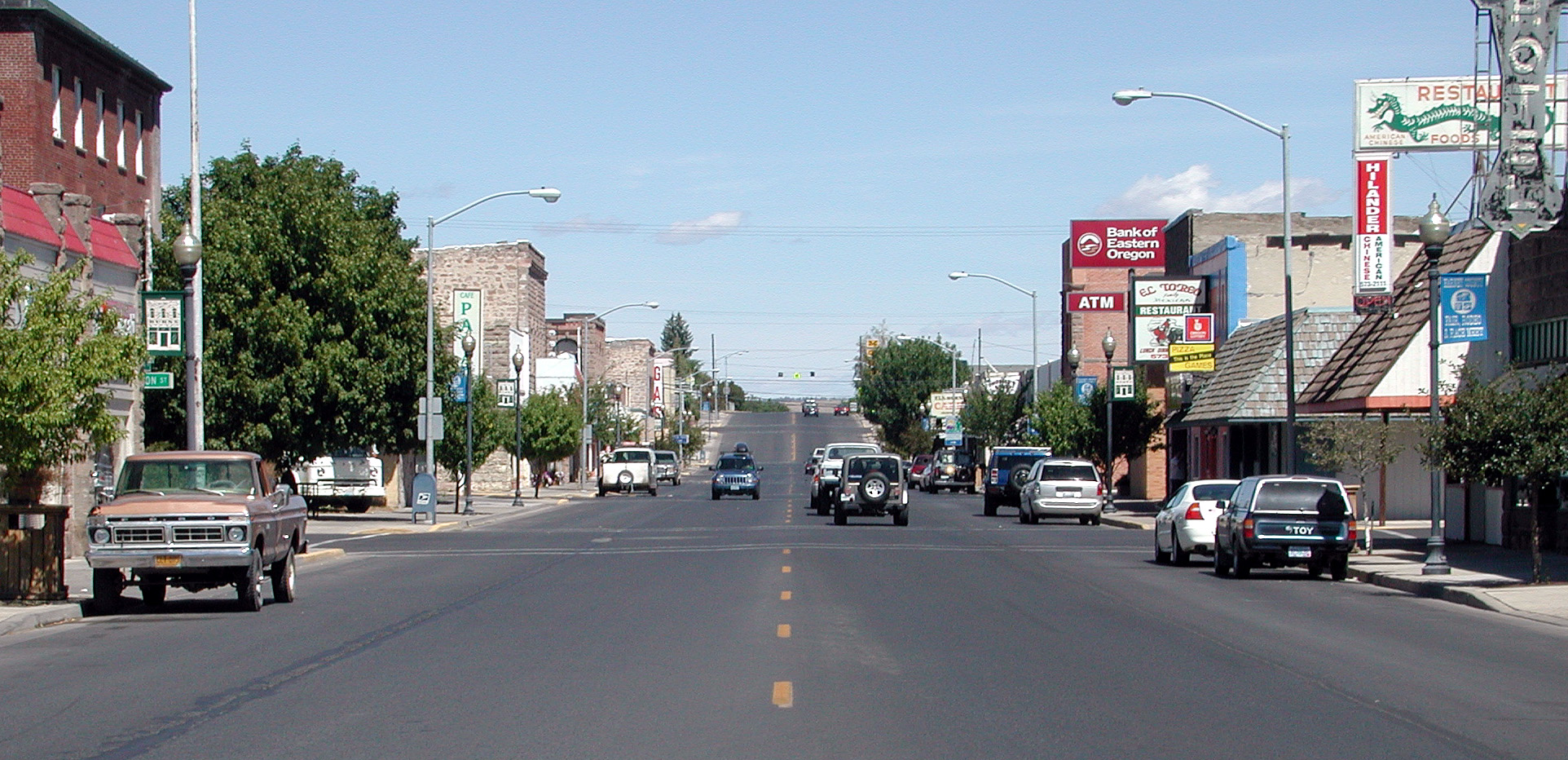
Phố chính của Burns, Oregon
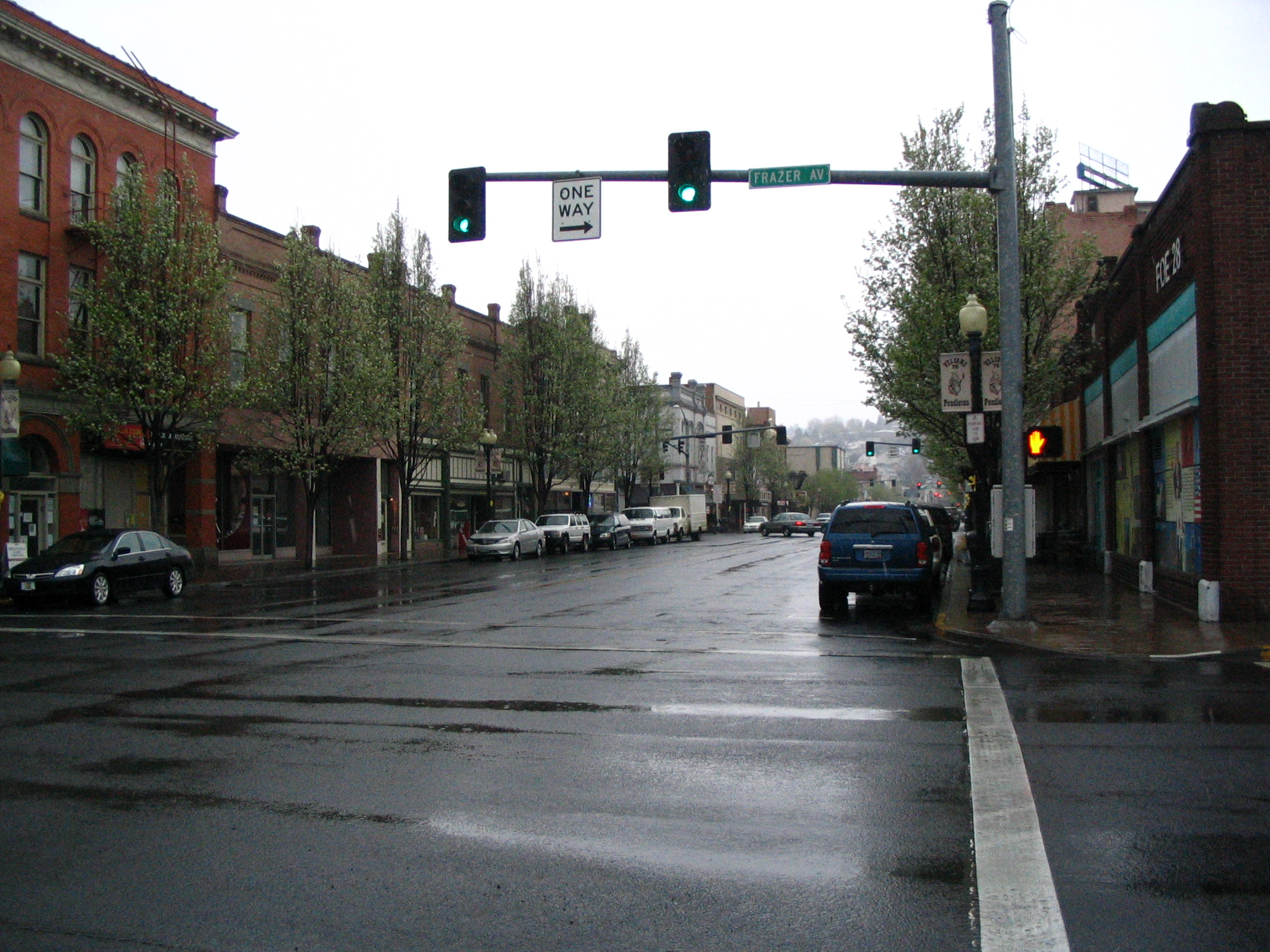
Phố chính của Pendleton, Oregon
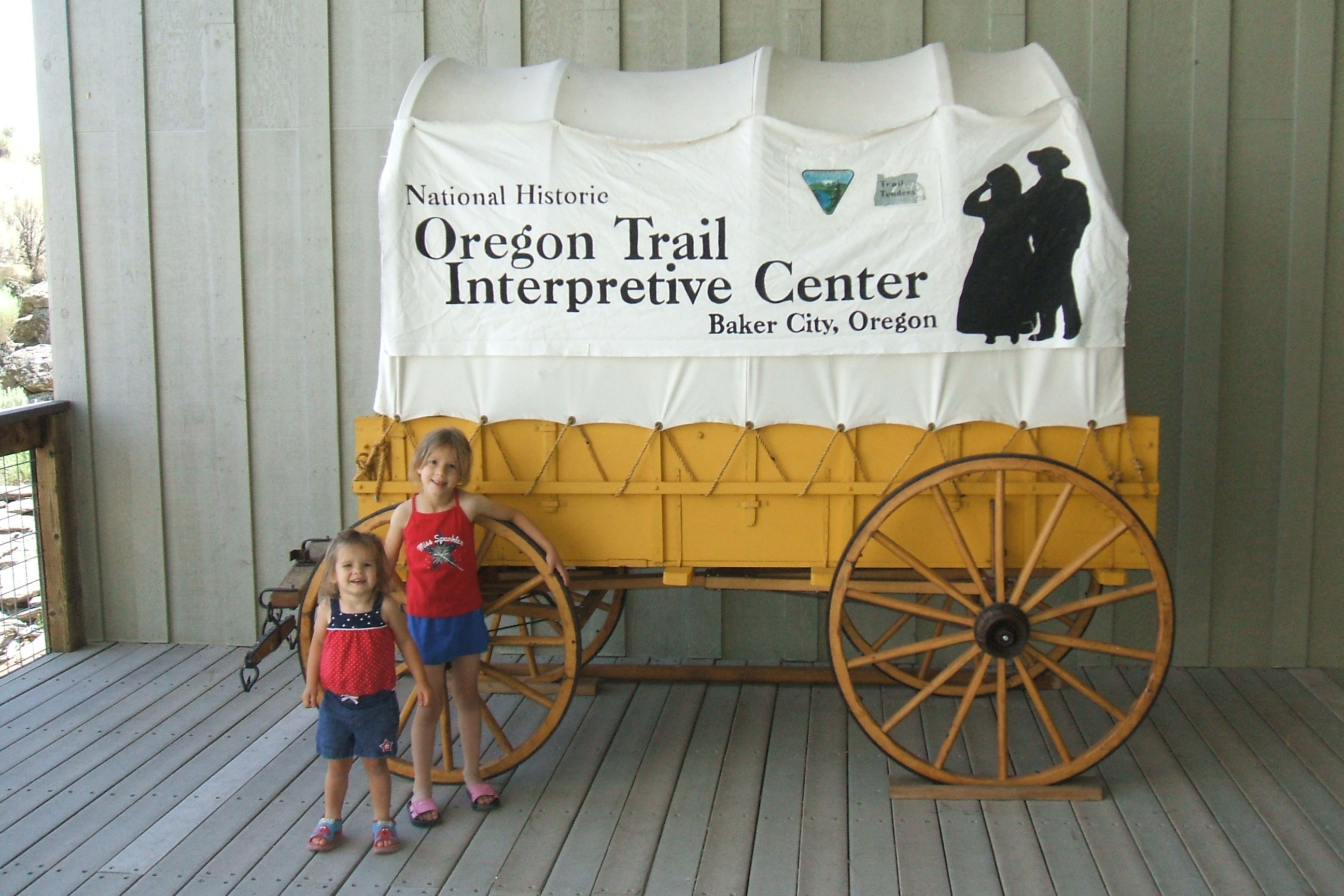
Baker City là nơi có Trung tâm Diễn giải Đường mòn Lịch sử Quốc gia Oregon
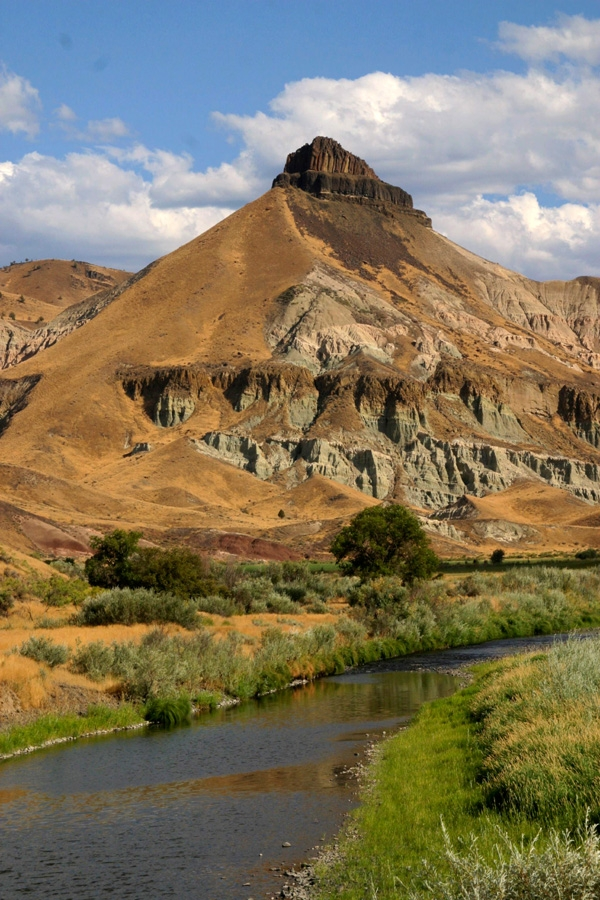
Sông John Day chảy qua Đá Sheep tại Đài kỷ niệm Quốc gia Nền hóa thạch John Day